# Vivek Oberoi
Vivekanand Oberoi (Hyderabad, 3 de setembro de 1976) é um ator indiano. Ele fez sua estreia no cinema com o filme Company de Ram Gopal Varma, que lhe rendeu dois prêmios Filmfare.

## Vida pessoal
Em 29 de outubro de 2010, Oberoi casou-se com Priyanka Alva, filha do ministro de Karnataka, Jeevaraj Alva, em Bangalore. O casal tem um filho e uma filha.

### Televisão
| Ano           | Título                 | Papel              |
| ------------- | ---------------------- | ------------------ |
| 2013-2018     | India's Best Dramebaaz | Ele mesmo (jurado) |
| 2017–presente | Inside Edge            | Vikrant Dhawan     |